# Johann Paul Sattler

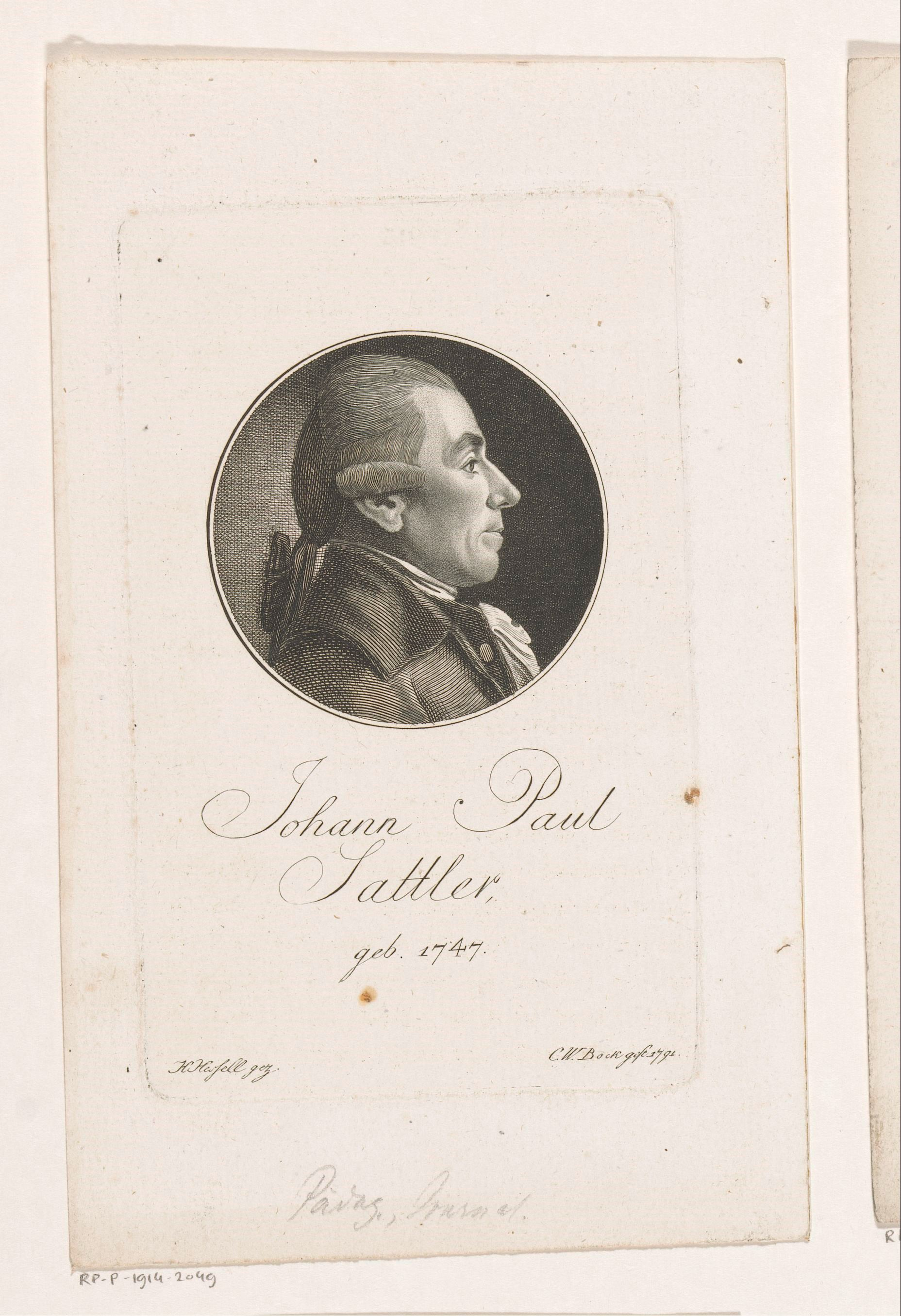
Porträt Johann Paul Sattlers, Radierung von Christoph Wilhelm Bock nach einer Zeichnung von Leonhard Heinrich Hessell, 1791

Johann Paul Sattler (* 1. Januar 1747 in Nürnberg; † 14. Oktober 1804 ebenda) war ein deutscher Lehrer und Schriftsteller.

## Leben
Johann Paul Sattler wurde als Sohn des Bortenmachers Thomas Sattler geboren. Obwohl Johann Sattlers Eltern starben, als er noch ein Kind war, sorgten sie bereits früh für seine Bildung durch Privatlehrer, da sie ihn auf den Rat eines Geistlichen hin zum Studieren bestimmen sollten. Sattler besuchte später für neun Jahre die Schule zu St. Sebald, seine Lehrer dort waren unter anderem Andreas Göz (1698–1780; Vater des Johann Adam Goez) und der dortige Rektor Munker.
Ab dem Frühjahr 1765 studierte Sattler an der Universität Altdorf, wo er unter anderem Vorlesungen der Professoren Will, Nagel und Adelbulner besuchte. In seinen letzten beiden Studienjahren spezialisierte er sich insbesondere auf die Philologie und Philosophie. 1769 wurde er Hauslehrer bei der Familie von Haller, anschließend auch bei den Geuder von Heroldsberg. Im Sommer 1774, nachdem Wolfgang Jäger als Professor nach Altdorf gerufen wurde, wurde Sattler dessen Nachfolger als Konrektor des Egidien-Gymnasiums. Am 19. Oktober desselben Jahres heiratete Sattler Clara Helena Schmidt, Tochter des Advokaten Johann Friedrich Schmidt. Mit seiner Frau hatte Sattler 6 Kinder, von denen drei Töchter und ein Sohn den Vater überlebten. 1787 wurde er zum „Professor für deutsche Sprache“ am Aegidianum ernannt. Als Sattler 1789 einen Ruf als Rektor nach Breslau erhielt, lehnte er diesen ebenso ab wie einen nach Heilbronn. Am 3. November 1803 wurde Sattler auf Grund seines Gesundheitszustandes zur Ruhe gesetzt und verstarb ein knappes Jahr darauf.

## Schriften (Auswahl)
- Friederike oder die Husarenbeute: Eine deutsche Geschichte. Zwei Bände. Hauffe, Nürnberg 1774
- Neue Sammlung wahrer und merkwürdiger Schicksale reisender Personen als Denkmahle der göttlichen Vorsehung. Zwei Theile. Erlangen, 1784, 1785
- Über den Ursprung der Gesetze, Künste und Wissenschaften, im Auszuge nach dem Französischen des Herrn Goguet, zum gemeinnützigen Gebrauch für studierende Jünglinge und andere Leser bearbeitet. Nürnberg 1796
- Des Phaedrus Aesopische Fabeln, aus dem Lateinischen übersetzt. Nürnberg 1798
- Morgenstunden eines Einsiedlers. Zwei Bände. Grattenauer, Nürnberg 1799
- Briefe eines Lehrers an seine jungen Freunde. Zwei Bände. Nürnberg 1779, 1780
- Beobachtungen und Erfahrungen eines vieljährigen Schullehrers, Nürnberg 1800

Des Weiteren schrieb Sattler auch verschiedene Aufsätze für Wochenblätter und Gedichte, die in den Taschenbüchern für Dichter und Dichterfreunde veröffentlicht wurden.